# You Gotta Stay Happy
You Gotta Stay Happy (bra: A Conquista da Felicidade) é um filme estadunidense de 1948, do gênero comédia romântica, dirigido por H. C. Potter, estrelado por Joan Fontaine e James Stewart, e coestrelado por Eddie Albert. O roteiro de Karl Tunberg foi baseado na história homônima de Robert Carson, publicada no Saturday Evening Post em 1948.
A trama retrata a história de uma socialite que, vivenciando uma mudança de opinião em sua noite de núpcias, decide encontrar um companheiro mais interessante que seu marido.

## Sinopse
No dia de seu casamento, a socialite mimada Diana "Dee Dee" Dillwood (Joan Fontaine) reclama com seu tio e tutor, Ralph Tutwiler (Roland Young), que está tendo dúvidas sobre seu casamento com Henry Benson (Willard Parker). Devido ao seu histórico de romper vários noivados, Ralph e Dr. Blucher (Paul Cavanagh), seu psiquiatra, convencem Dee Dee a solidificar a união. Ela concorda e, após a cerimônia, chega ao Hampshire Hotel com Henry para sua lua de mel.
Enquanto isso, Marvin "Marv" Payne (James Stewart), um veterano da força aérea na Segunda Guerra Mundial, se hospeda no quarto ao lado da suíte do casal, buscando algum descanso para conseguir voar para a Califórnia na manhã seguinte. Dee Dee foge de sua noite de núpcias e se esconde no quarto de Marv. De alguma forma, ela o persuade a levá-la com ele, o que começa a causar grandes problemas que se desenrolam diante deles.

## Elenco
- Joan Fontaine como Diana "Dee Dee" Dillwood Benson / Dottie Blucher
- James Stewart como Marvin Payne
- Eddie Albert como Bullets Baker
- Roland Young como Tio Ralph Tutwiler
- Willard Parker como Henry Benson
- Percy Kilbride como Sr. Matt Racknell
- Porter Hall como Sr. Chalmers / Sr. Caslon
- Marcy McGuire como Georgia Goodrich
- Arthur Walsh como Milton Goodrich
- William Bakewell como Dick Hebert
- Paul Cavanagh como Dr. Blucher
- Halliwell Hobbes como Martin
- Fritz Feld como Pierre
- Stanley Prager como Jack Samuels
- Frank Jenks como Carnival Man
- Mary Forbes como Tia Martha Tutwiler
- Edith Evanson como Sra. Racknell
- Peter Roman como Barnabas
- Houseley Stevenson como Jud Tavis
- Emory Parnell como Bank Watchman
- Arthur Hohl como Cemetery Man
- Don Kohler como Ted
- Bert Conway como Neil
- Hal K. Dawson como Night Clerk
- Vera Marshe como Mae
- Jimmie Dodd como Curly
- Robert Rockwell como Eddie
- Joe, o chimpanzé como Ele mesmo

## Produção
O filme foi produzido pela Rampart Productions, empresa que Joan Fontaine dividia com seu marido, William Dozier. A empresa havia produzido "Carta de uma Desconhecida", outro filme de Fontaine, no início daquele ano. Fontaine estava grávida durante a produção do filme, dando à luz uma menina poucos meses após a conclusão da fotografia principal.
Algumas cenas do filme foram gravadas em Nova Iorque, Chicago e no Aeroporto Internacional de Newark, na Nova Jérsia.
A animação da sequência de abertura dos créditos iniciais do filme foi feita por Walter Lantz e sua empresa de produção, conhecida por desenhos animados famosos da Universal Pictures, como Pica-Pau, Picolino e Andy Panda.
Assim como James Stewart, que foi piloto da Força Aérea durante a Segunda Guerra Mundial, o diretor H. C. Potter era um aviador experiente. Stewart usou sua verdadeira jaqueta de voo durante grande parte do filme, que foi o primeiro de várias produções em que ele interpretou um piloto. Um avião militar Douglas C-47 Skytrain foi instalado em um dos estúdios de som para ser utilizado na produção.

## Adaptação para a rádio
Em 17 de janeiro de 1949, o filme foi apresentado em uma transmissão de uma hora do Lux Radio Theatre. Joan Fontaine e James Stewart reprisaram seus papéis.

## Mídia doméstica
Em 12 de junho de 2007, a Universal lançou o filme em DVD como parte da "James Stewart: Screen Legend Collection", um conjunto de 3 discos com quatro outros filmes, que incluiu "Next Time We Love" (1936), "Thunder Bay" (1953), "The Glenn Miller Story" (1954) e "Shenandoah" (1965). Em 24 de agosto de 2011, o filme foi relançado como um DVD independente como parte da Universal Vault Series. Em 17 de maio de 2016, a Universal relançou o filme novamente como parte da "Universal Hollywood Icons Collection: James Stewart", um conjunto de 2 discos com três outros filmes, que incluiu "Harvey" (1950), "Winchester '73" (1950) e "The Glenn Miller Story" (1954).